# 大台南公車藍幹線
大台南公車藍幹線為全市六大幹線其中之一，由興南客運營運。起點由安平工業區出發後，行經小西門、台南火車站、臺南轉運站、安南區、安定區、西港區，終點行駛至佳里站。藍幹線的主題公車為「北海小英雄」（但2輛主題車輛已改為行駛橘幹支線），本線係由原本往西港佳里方向之數條公路客運路線改制而成，於2013年4月1日正式通車。
根據2019年運量統計，本線運量為152萬6045人次，是全臺南市公車路線運量第五高的路線。

## 歷史
- 2013年4月1日：因應大台南公共運輸政策，原興南客運7600、7602、7603、7663路等部分路段改制為藍幹線，並於同日通車。
- 2013年5月1日：興南客運7601路公路客運改制為棕幹線，之後安工區－佳里僅剩藍幹線一條路線。
- 2013年6月1日：橘3、橘11線開通，可在北和順、西港轉搭橘3、橘11線。
- 2013年8月：首批低地板公車(申沃SWB6127)3輛上路，配置於佳里站。
- 2013年10月：第二批低地板公車(VOLVO B7RLE)5輛上路，安工站3輛、佳里站2輛。
- 2013年11月11日：新增「大聖廟」招呼站。
- 2014年初：第三批低地板公車(申沃SWB6127)4輛上路，配置於佳里站。
- 2014年6月：第四批低地板公車(VOLVO B7RLE)4輛上路，配置於安工站。
- 2015年9月：第五批低地板公車(申沃SWB6127)1輛上路，配置於佳里站。
- 2016年4月30日：原「舊和順」站更名為「安順國中」。
- 2016年5月31日：原「管理中心」站更名為「服務中心」、「太平橋」站更名為「溪頂寮橋」。
- 2016年8月：第六批低地板公車(VOLVO B7RLE)3輛上路，配置於佳里站。
- 2016年12月20日：原「臺南市政府」站更名為「家樂福」、「文華社區」站更名為「文南里」。
- 2017年7月1日：原「六甲里」站更名為「正覺里」。
- 2018年4月23日：新增「台南醫院」招呼站。
- 2018年5月：第八批低地板公車(VOLVO B7RLE)1輛上路，配置於佳里站。低地板公車已全數上路，藍幹線班次配車皆為低地板公車。
- 2019年2月22日：新增「政安路口」招呼站。
- 2019年9月1日：原「臺南公園（公園路）」站更名為「臺南轉運站」、「延平市場」站更名為「延平市場（公園路）」。
- 2019年11月：第九批低地板公車(VOLVO B8RLE)3輛上路，配置於安工站。因新車全數配置於安工站故將部分配車外調至佳里站。
- 2020年9月15日：新增「安順國小」招呼站。
- 2021年4月21日：每週三、五、日部分班次繞駛安平港旅客服務中心，往安工區方向乘客憑麗娜輪船票才准下車、往佳里方向僅可上車不准下車。
- 2021年9月10日：配合麗娜輪航班調整，改為每週五、日部分班次繞駛安平港旅客服務中心。
- 2021年11月19日：原「小西門」站更名為「小西門（府前路）」。
- 2023年11月1日：電動低地板公車(RAC RACE150)20輛上路，柴油低地板公車全數退出藍幹線。
- 2024年3月1日：因麗娜輪台南-澎湖航線停駛且輪船也已出售，不再配合航班繞駛「安平港旅客服務中心」站。
- 2025年1月1日：原「小西門（大億麗緻）」站更名為「小西門（西門路）」。

## 路線基本資料
- 全程行車里程數：27.7公里。
- 全程行車時間：約75分。
- 行經行政區域：臺南市南區、中西區、北區、安南區、安定區、西港區、佳里區。
- 主要行駛道路：中華西路一段、永華路一段、府前路、公園路、安和路以及台19線。
- 日運量約4181人，全線皆以低地板公車行駛。

### 收費
依里程計費，刷卡前8公里免費，轉乘再優惠9元。

### 藍線配車
- 佳里站配車行駛藍幹線，亦行駛部分藍支線番次。
- 2023年 20輛華德RAC RACE150電動低地板公車：EAA-796~EAA-800、EAL-2301~EAL-2317

### 過往藍線配車

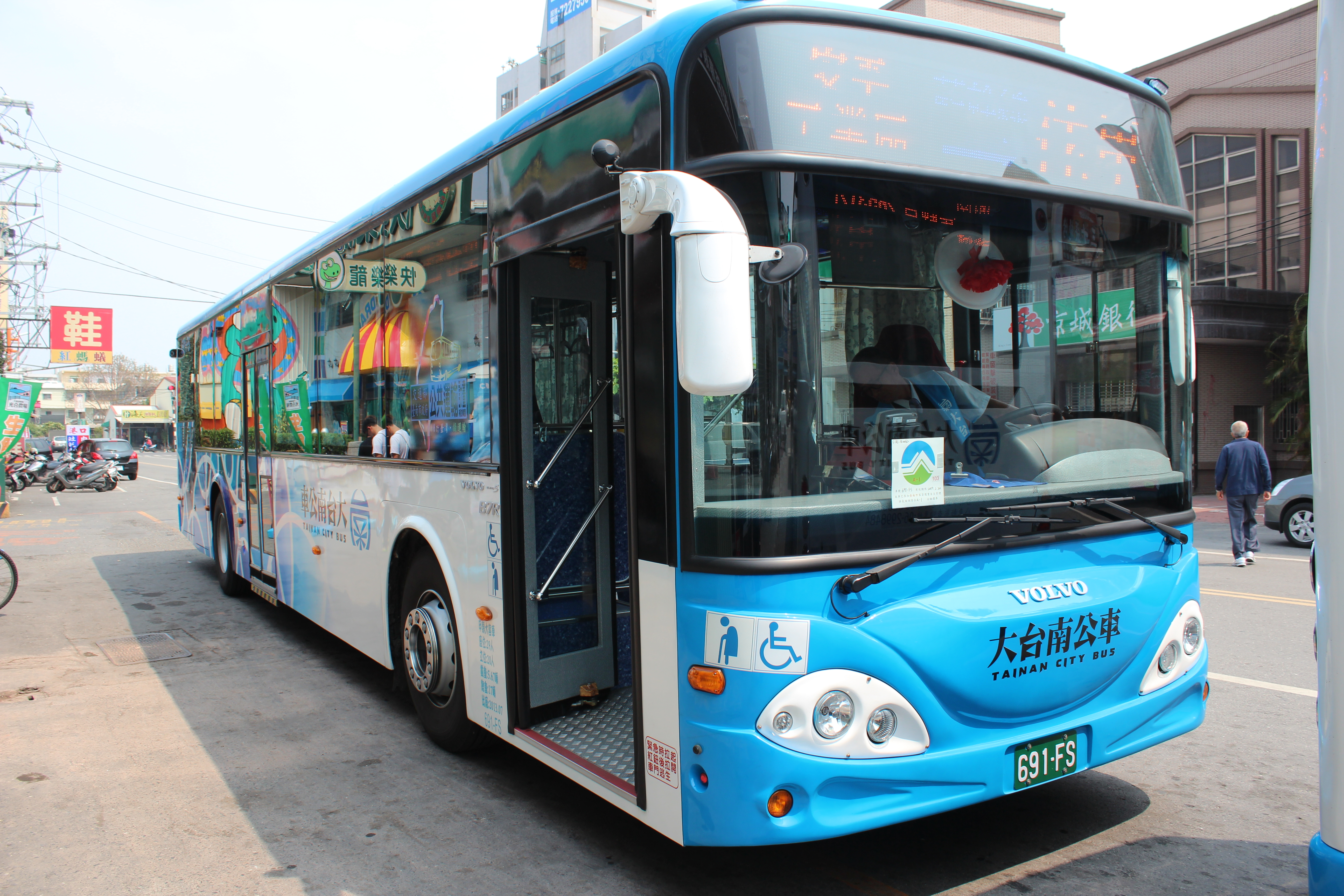
因配合藍幹線全線電動化，原配車691-FS車身已漂白並轉調其他路線營運

- 2001年 HINO ERK2JRL：859-FQ、502-FS、505-FS、515-FS(前首都客運，淘汰)
- 2002年 HINO ERK1JRL：566-FS、570-FS、575-FS(前首都客運小窗車，淘汰)
- 2002年 HINO ERK2JRL：588-FS、590-FS(前首都客運小窗車，淘汰)
- 2002年 HINO ERK2JRL：605-FS~609-FS(前首都客運大窗車，淘汰)
- 2007年 HINO RK8JRSA(前臺北客運，淘汰)
- 2012年 HINO RK8JRSA：652-FS、653-FS(淘汰)
- 2013年 申沃SWB6127：686-FS~688-FS(塗裝為全白改為預備車)
- 2013年 VOLVO B7RLE：691-FS~695-FS、697-FS(轉調至他線)
- 2014年 申沃SWB6127：412-U9~415-U9、420-U9(塗裝為全白改為預備車)
- 2014年 VOLVO B7RLE：423-U9~426-U9、428-U9(轉調至他線)
- 2015年 申沃SWB6127：067-U9(轉調至他線)
- 2016年 VOLVO B7RLE：093-U9~097-U9(轉調至他線)
- 2018年 VOLVO B7RLE：KKA-7323~KKA-7325、KKA-7350~KKA-7351、KKA-7353(轉調至他線)
- 2019年 VOLVO B8RLE：KKA-7370~KKA-7372(轉調至他線)

### 特別版公車
- 北海小英雄：652-FS、653-FS(淘汰)

### 停站
參見右側站牌路線圖。

## 外部連結
- 大台南公車藍幹線路線圖&時刻表 （页面存档备份，存于）
- 大台南公車 （页面存档备份，存于）
- 興南客運 （页面存档备份，存于）